# Tầng Givet
| Hệ/ Kỷ                                | Thống/ Thế   | Bậc/ Kỳ                          | Tuổi (Ma) | Tuổi (Ma) |
| ------------------------------------- | ------------ | -------------------------------- | --------- | --------- |
| Than Đá                               | Mississippi  | Tournai                          | trẻ hơn   | trẻ hơn   |
| Devon                                 | Thượng/ Muộn | Famenne                          | 358.9     | 372.2     |
| Devon                                 | Thượng/ Muộn | Frasne                           | 372.2     | 382.7     |
| Devon                                 | Giữa         | Givet                            | 382.7     | 387.7     |
| Devon                                 | Giữa         | Eifel                            | 387.7     | 393.3     |
| Devon                                 | Hạ/ Sớm      | Ems                              | 393.3     | 407.6     |
| Devon                                 | Hạ/ Sớm      | Praha                            | 407.6     | 410.8     |
| Devon                                 | Hạ/ Sớm      | Lochkov                          | 410.8     | 419.2     |
| Silur                                 | Pridoli      | không xác định tầng động vật nào | già hơn   | già hơn   |
| Phân chia kỷ Devon theo ICS năm 2017. |              |                                  |           |           |

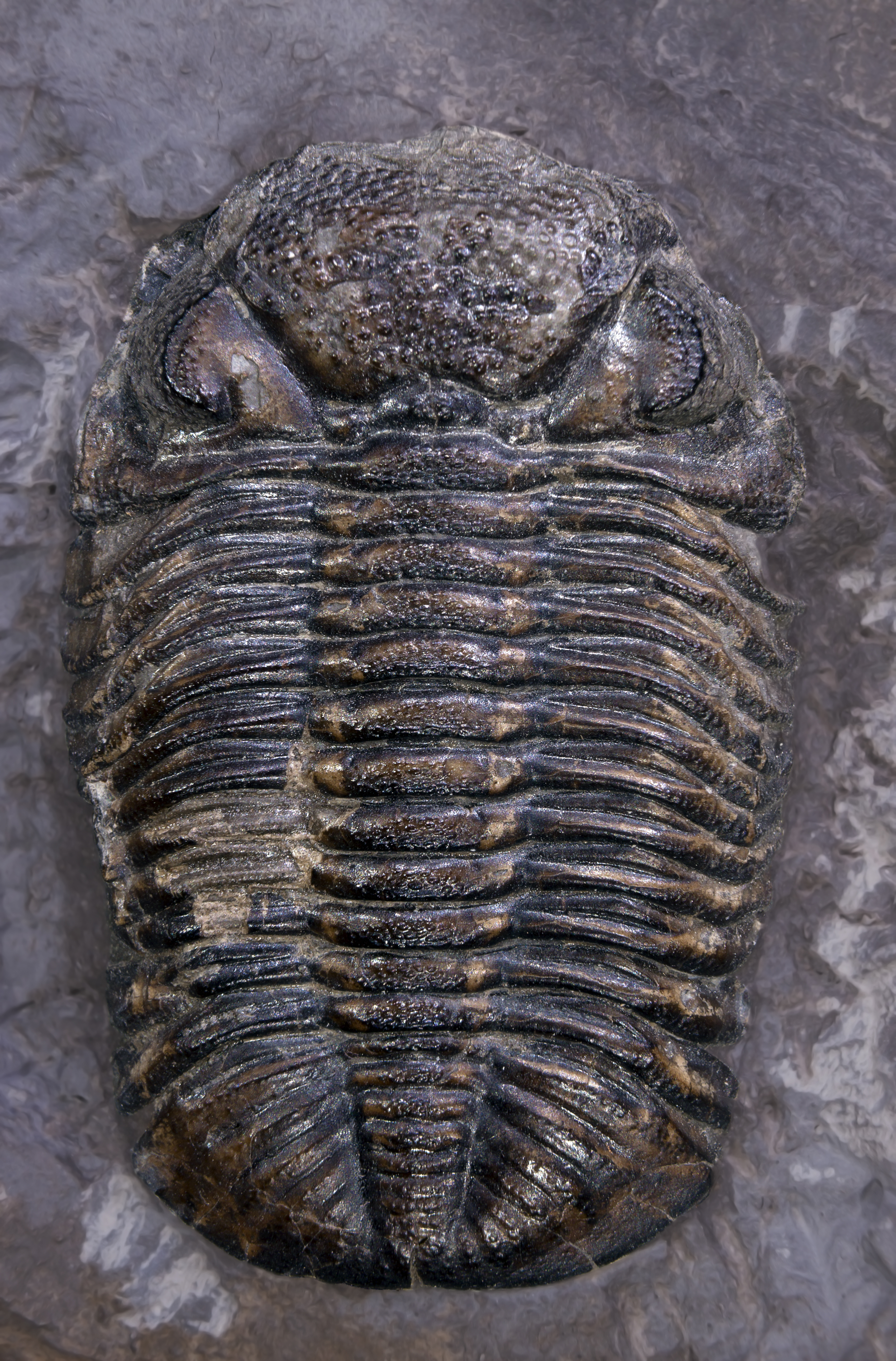
Phacops rana

Tầng Givet là một trong hai tầng động vật của thế Devon giữa. Nó kéo dài từ khoảng 391,8 ± 2,7 triệu năm trước (Ma) tới 385,3 ± 2,6 Ma.
Tại Bắc Mỹ, thay thế cho tầng Givet là Erian, Senecan, Tioughniogan, Tioughnioga, Cazenovia (một phần), Cazenovian (một phần), Taghanic, Taghanican, Genesee, Geneseean.
Tầng đứng trước nó là tầng Eifel còn tầng diễn ra sau nó là tầng Frasne.
Tầng này được Jean Baptiste Julien d'Omalius d'Halloy đặt tên năm 1839 theo thành phố Givet thuộc khu vực Ardennes của Pháp, gần biên giới với Bỉ.
Mốc đánh dấu sự bắt đầu của tầng này là sự xuất hiện lần đầu tiên của loài động vật răng nón có danh pháp Polygnathus hemiansatus hoặc ngay phía dưới sự xuất hiện lần đầu tiên của loài lăng cúc thạch có danh pháp Maenioceras stufe. Mốc đánh dấu sự kết thúc của tầng này là sự xuất hiện lần đầu tiên của loài động vật răng nón có danh pháp Ancyrodella rotundiloba.
GSSP chính thức của ICS nằm tại Jebel Mech Irdane trong ốc đảo Tafilalt, thuộc dãy núi Anti-Atlas, Maroc.